# Takashi Ōi
Takashi Ōi (jap. 大井 貴司, Ōi Takashi; * 16. Oktober 1947 in der Präfektur Mie), auch Takashi Ohi, ist ein japanischer Jazzmusiker (Vibraphon, auch Marimba, Glockenspiel).
Ōi studierte Musik am Kunitachi Musikcollege; nach Abschluss des Studiums tourte er in den Vereinigten Staaten, wo er u. a. auf dem Monterey Jazz Festival auftrat. Ab den 1970er-Jahren arbeitete er in der japanischen Jazzszene u. a. mit Tatsuya Takahashi und dem Tokyo Union Orchestra, mit dem erste Aufnahmen entstanden (Up in the Blues), ferner mit Eri Ohno und Yoshiaki Miyanoue. 1981 spielte er sein Debütalbum Good Vibration (Union Disk) ein, an dem Akira Miyazawa, Hajime Ohno, Shozo Okamoto, Keiji Kishida und als Gastmusiker John Lewis mitwirkten. In den folgenden Jahren spielte er u. a. mit Harumi Kaneko,  Hidehiko Matsumoto und Chiaki Ogasawara. Mit Gene Harris und Ray Brown entstand für Denon Records Ende 1988 in Tokyo das Album Mr Blue; 1995 folgte die Produktion Time Stream, die Ohi mit Junior Mance, Bob Cranshaw und Grady Tate aufnahm. Im Bereich des Jazz war er zwischen 1978 und 1995 an zwölf Aufnahmesessions beteiligt.